# Hangin' On (cancion de Winger)
Hangin' On es una canción de la banda de heavy metal Winger siendo su sencillo número nueve de su álbum debut homónimo. Fue escrita por Beau Hill en 1989 y se le considera uno de sus trabajos más infravalorados.

## Video musical
El videoclip fue grabado en 1988 en Canadá, y trata sobre un artista de heavy metal que va a un bar y ahí se encuentra a la banda y ahí tocan la canción. El video apareció en MTV.